# Chinoperla sila
Chinoperla sila és una espècie d'insecte plecòpter pertanyent a la família dels pèrlids. Es troba al Vietnam. El seu nom científic honora l'ètnia Si La del nord del Vietnam.
Els adults presenten el cap marró fosc, el pronot marró pàl·lid amb rugositats més fosques, les ales tenyides de marró i les potes amb franges. Les ales anteriors del mascle fan 9 mm de llargària i les de la femella 10. Els ous tenen forma de llàgrima i fan 0,39 mm de llargada i 0,22 d'amplada.